# Nhuế Thành
Nhuế Thành (chữ Hán giản thể: 芮城县, âm Hán Việt: Nhuế Thành huyện) là một huyện thuộc địa cấp thị Vận Thành, tỉnh Sơn Tây, Cộng hòa Nhân dân Trung Hoa. Huyện Nhuế Thành có diện tích 1178 km², dân số năm 2003 là 380.000 người. Huyện Nhuế Thành có 7 trấn và 3 hương.
- Trấn: Cổ Ngụy, Phong Lăng Độ, Dương Thành, Đại Vương, Tây Mạch, Mạch Nam, Vĩnh Lạc.
- Hương: Học Trương, Nam Vệ, Đông Lò.